# Kōsuke Nakamachi
Kōsuke Nakamachi (jap. 中町 公祐 Nakamachi Kōsuke; ur. 1 września 1985) – japoński piłkarz występujący na pozycji pomocnika. Obecnie występuje w Yokohama F. Marinos.

## Kariera klubowa
Od 2004 roku występował w klubach Shonan Bellmare, Avispa Fukuoka i Yokohama F. Marinos.